# Roldana
 Roldana   La Llave, 1825 è un genere di piante angiosperme dicotiledoni della famiglia delle Asteraceae (sottofamiglia Asteroideae).

## Etimologia
L'etimologia del nome del genere (Roldana) è in ricordo dell'eroe messicano Eugenio Montaña y Roldan Otumbensi.
Il nome scientifico del genere è stato definito dal botanico Pablo de La Llave (1773-1833) nella pubblicazione " Novorum Vegetabilium Descriptiones" ( Nov. Veg. Descr. [La Llave & Lexarza] 2: 10) del 1825.

## Descrizione

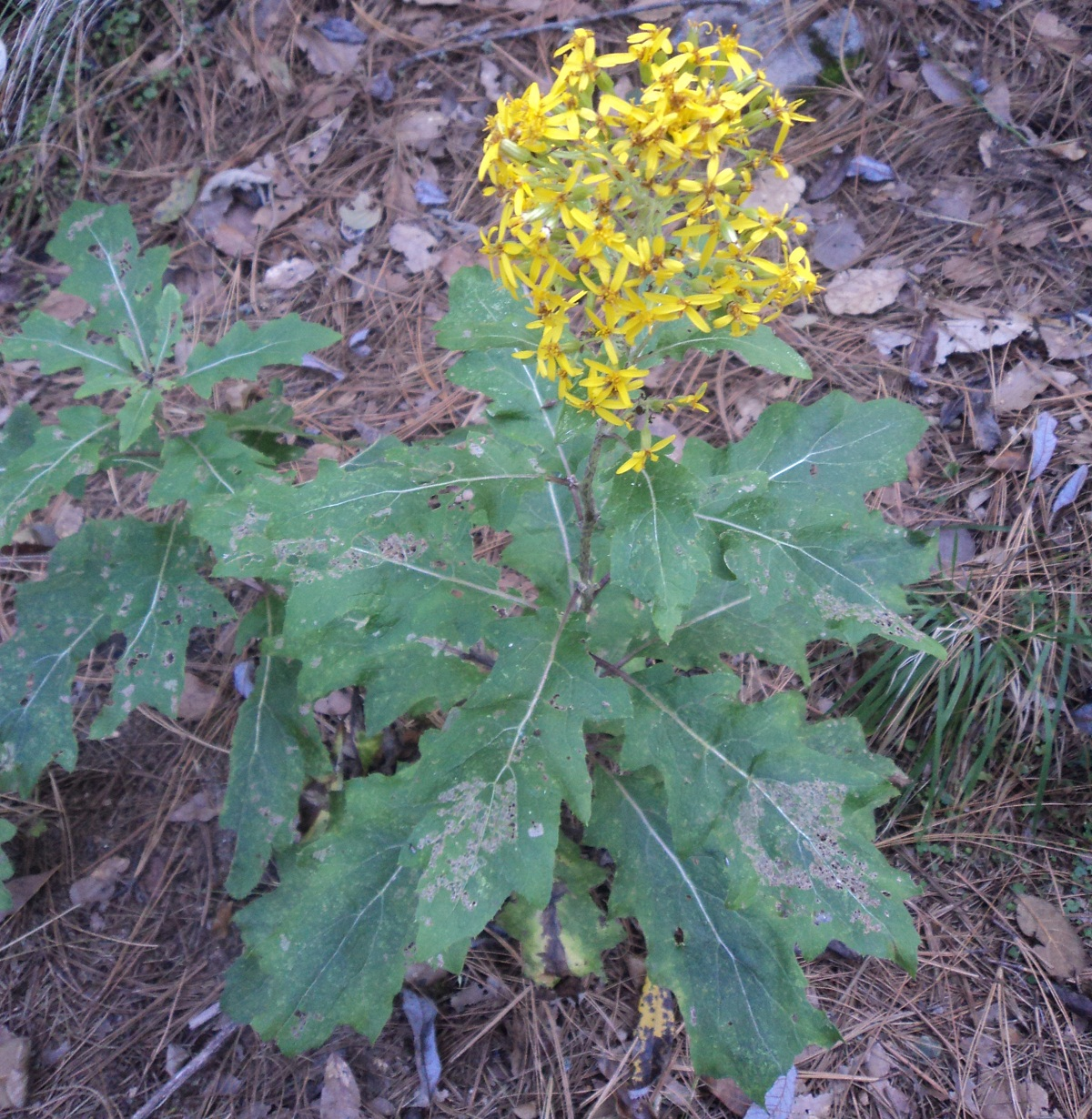
Il portamento
Roldana candicans

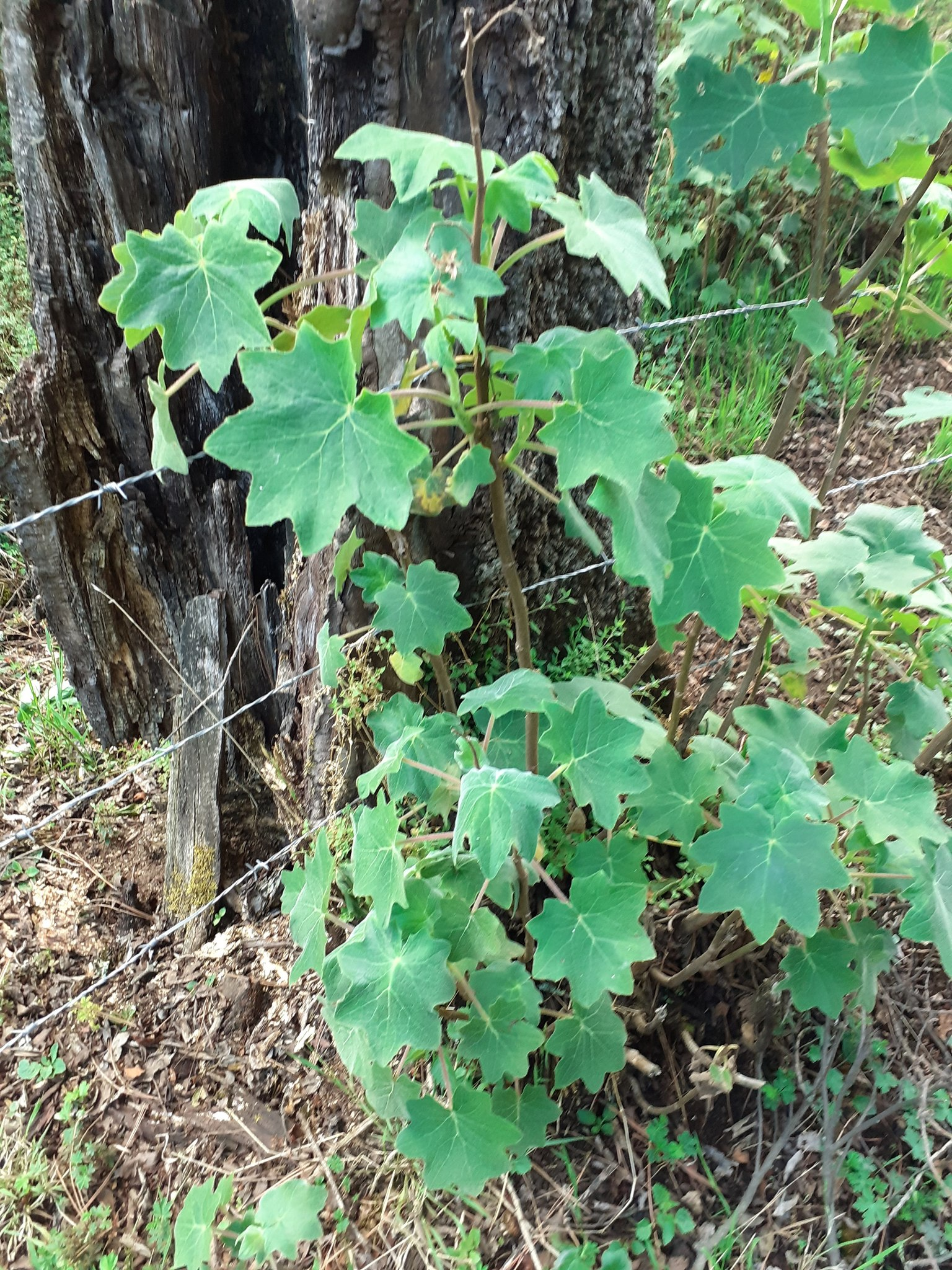
Le foglie
Roldana angulifolia

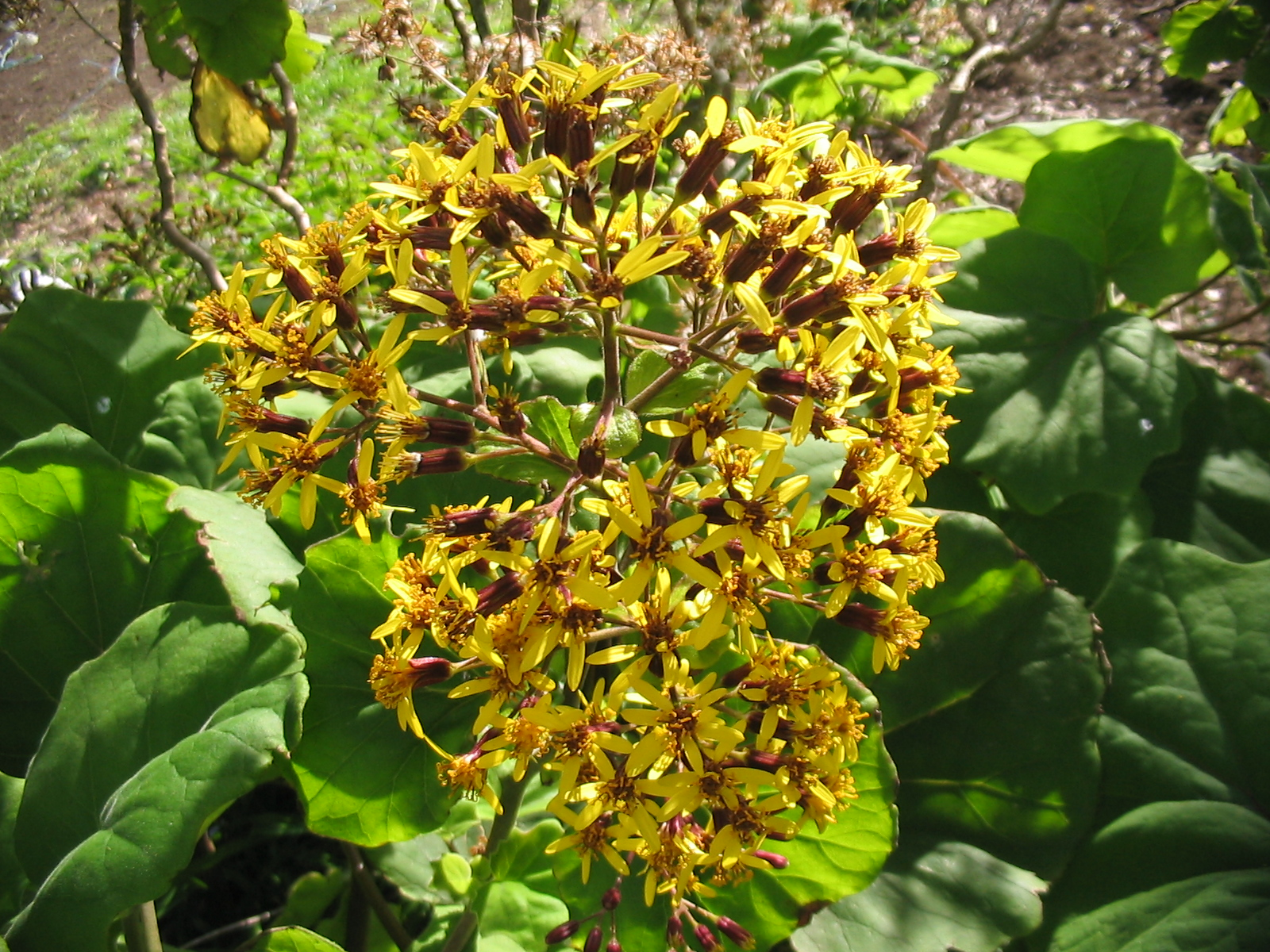
Infiorescenza
Roldana petasitis

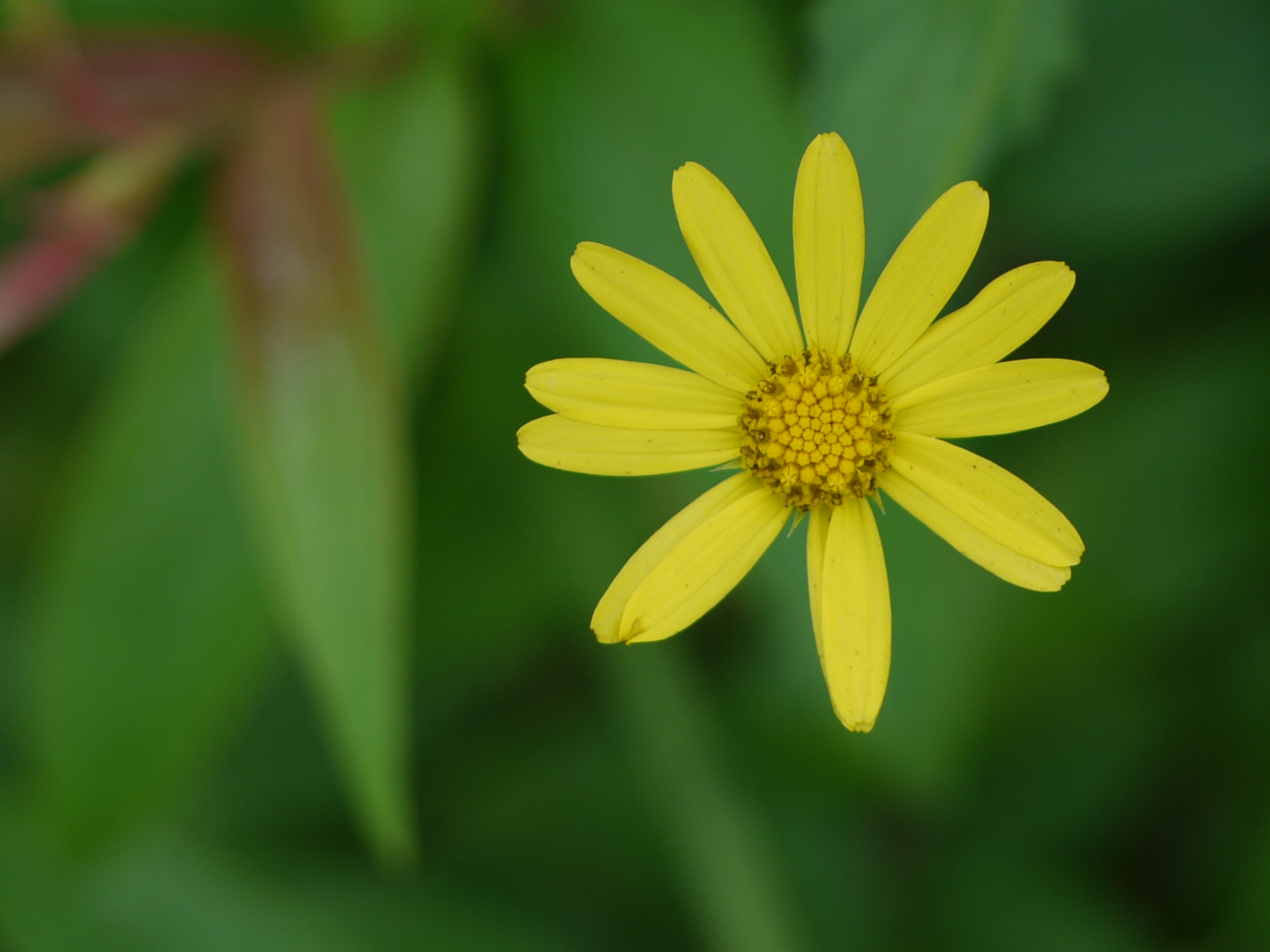
I fiori
Roldana barba-johannis

Habitus. Le specie di questo genere hanno un habitus di tipo erbaceo perenne, oppure arbustivo (fino a piccoli alberi). Le superfici delle piante possono essere sia glabre che pubescenti per peli semplici. Altezza media: 60 – 100 cm (fino a 8 metri)
Radici. Le radici sono secondarie da rizoma oppure sono tuberose (pelose, carnose o fibrose).
Fusto. La parte aerea in genere è eretta, semplice o ramosa. I fusti sono singoli o raggruppati.
Foglie. Le foglie sono cauline disposte in modo alternato e sono picciolate. Il contorno della lamina è intera con varie forme (lanceolate, orbicolate, deltate, ovate, peltate, palmate) oppure varia da dentata a lobata o pennatosetta. I margini sono interi o dentato-seghettati. La superficie è glabra oppure tomentosa (aracnosa o lanosa); in alcune specie le venature sono palmate, in altre pennate.
Infiorescenza. Le sinflorescenze sono composte da diversi capolini raccolti in racemi corimboso-panicolati. Le infiorescenze vere e proprie sono formate da un capolino terminale peduncolato di tipo radiato, disciforme o discoide. Alla base dell'involucro (la struttura principale del capolino) può essere presente (ma non sempre) un calice formato da 1 - 3 brattee fogliacee. I capolini sono formati da un involucro, con forme da cilindriche a strettamente campanulate, composto da 8 - 13 brattee, al cui interno un ricettacolo fa da base ai fiori di due tipi: quelli esterni del raggio e quelli più interni del disco. Le brattee sono disposte in modo embricato di solito su due serie e possono essere connate alla base. Il ricettacolo, a volte alveolato, è nudo (senza pagliette a protezione della base dei fiori); la forma è piatta. Diametro involucri: 3 – 5 mm.
Fiori.  I fiori (fiori del raggio: 5 - 8; fiori del disco: 6 - 30 - 100) sono tetra-ciclici (formati cioè da 4 verticilli: calice – corolla – androceo – gineceo) e pentameri (calice e corolla formati da 5 elementi). Sono inoltre ermafroditi, più precisamente i fiori del raggio (quelli ligulati e zigomorfi) sono femminili; mentre quelli del disco centrale (tubulosi e actinomorfi) sono bisessuali o a volte funzionalmente maschili.
- Formula fiorale:

*/x K {\displaystyle \infty }, [C (5), A (5)], G 2 (infero), achenio
- Calice: i sepali del calice sono ridotti ad una coroncina di squame.
- Corolla: nella parte inferiore i petali della corolla sono saldati insieme e formano un tubo. In particolare le corolle dei fiori del disco centrale (tubulosi) terminano con delle fauci dilatate a raggiera con cinque brevi lobi più o meno patenti. Nella corolla dei fiori periferici (ligulati) il tubo si trasforma in un prolungamento da ligulato a filiforme, terminante più o meno con cinque dentelli. Il colore delle corolle in genere è giallo (o giallo aranciato) o bianco.
- Androceo: gli stami sono 5 con dei filamenti liberi. La parte basale del collare dei filamenti è normalmente cilindrica. Le antere invece sono saldate fra di loro e formano un manicotto che circonda lo stilo. Le antere sono senza coda ("ecaudate") oppure sono sagittate o anche minutamente auricolate; a volte sono presenti delle appendici apicali che possono avere varie forme (principalmente lanceolate). La struttura delle antere è di tipo tetrasporangiato, raramente sono bisporangiate. Il tessuto endoteciale è radiale. Il polline è tricolporato (tipo "helianthoid").[11]
- Gineceo: lo stilo è biforcato con due stigmi nella parte apicale. La forma degli stigmi varia da subtroncata a arrotondata; possono essere ricoperti da minute papille. Le superfici stigmatiche sono continue.  L'ovario è infero uniloculare formato da 2 carpelli.

Frutti. I frutti sono degli acheni con pappo. La forma degli acheni è ellittico-oblunga; la superficie è percorsa da 5 - 10 coste longitudinali e può essere glabra o talvolta pubescente. Non sempre il carpoforo è distinguibile. Il pappo è formato da 40 - 50 setole snelle, bianche o fulve su una sola serie; possono essere sia persistenti che caduche; possono inoltre essere connate alla base.

## Biologia
Impollinazione: l'impollinazione avviene tramite insetti (impollinazione entomogama tramite farfalle diurne e notturne).

Riproduzione: la fecondazione avviene fondamentalmente tramite l'impollinazione dei fiori (vedi sopra).

Dispersione: i semi (gli acheni) cadendo a terra sono successivamente dispersi soprattutto da insetti tipo formiche (disseminazione mirmecoria). In questo tipo di piante avviene anche un altro tipo di dispersione: zoocoria. Infatti gli uncini delle brattee dell'involucro (se presenti) si agganciano ai peli degli animali di passaggio disperdendo così anche su lunghe distanze i semi della pianta. Inoltre per merito del pappo il vento può trasportare i semi anche a distanza di alcuni chilometri (disseminazione anemocora).

## Distribuzione e habitat
Le specie di questo genere sono distribuite in America del Nord e in America centrale.

## Tassonomia
La famiglia di appartenenza di questa voce (Asteraceae o Compositae, nomen conservandum) probabilmente originaria del Sud America, è la più numerosa del mondo vegetale, comprende oltre 23.000 specie distribuite su 1.535 generi, oppure 22.750 specie e 1.530 generi secondo altre fonti (una delle checklist più aggiornata elenca fino a 1.679 generi). La famiglia attualmente (2021) è divisa in 16 sottofamiglie; la sottofamiglia Asteroideae è una di queste e rappresenta l'evoluzione più recente di tutta la famiglia.

### Filogenesi
Il genere di questa voce appartiene alla sottotribù Tussilagininae della tribù Senecioneae (una delle 21 tribù della sottofamiglia Asteroideae). La sottotribù descritta in tempi moderni da Bremer (1994), dopo le analisi di tipo filogenetico sul DNA del plastidio (Pelser et al., 2007) è risultata parafiletica con le sottotribù Othonninae e Brachyglottidinae annidiate al suo interno. Attualmente con questa nuova circoscrizione la sottotribù Tussilagininae s.s. risulta suddivisa in quattro subcladi.
Il genere di questa voce appartiene al subclade la cui distribuzione è esclusiva del Nuovo Mondo. Si tratta di un clade ben supportato dai dati ricavati dalle analisi del DNA combinati con dati morfologici, ed è diviso in due parti: una prima parte comprende un clade con generi del Sud America chiamato anche Gynoxoid group; una seconda parte è formata da un clade (“gruppo fratello” del primo) di 7 generi del Nord e Sud America (Arnoglossum, Barkleyanthus, Pittocaulon, Psacalium, Robinsonecio, Roldana e Telanthophora). In questo ultimo gruppo Roldana  occupa una posizione politomica con i generi Pittocaulon e Telanthophora (sono necessari ulteriori studi per risolvere la politomia).
l cladogramma seguente, tratto dallo studio citato e semplificato, mostra una possibile configurazione filogenetica del gruppo.
|  | Psacalium                                                     |
|  |                                                               |
|  | \| \| Barkleyanthus \| \| \| \| \| \| Arnoglossum \| \| \| \| |
|  |                                                               |
|  | Barkleyanthus                                                 |
|  |                                                               |
|  | Arnoglossum                                                   |
|  |                                                               |

|  | Barkleyanthus |
|  |               |
|  | Arnoglossum   |
|  |               |

|  | Psacalium                                                     |
|  |                                                               |
|  | \| \| Barkleyanthus \| \| \| \| \| \| Arnoglossum \| \| \| \| |
|  |                                                               |
|  | Barkleyanthus                                                 |
|  |                                                               |
|  | Arnoglossum                                                   |
|  |                                                               |

|  | Barkleyanthus |
|  |               |
|  | Arnoglossum   |
|  |               |

|  | Psacalium                                                     |
|  |                                                               |
|  | \| \| Barkleyanthus \| \| \| \| \| \| Arnoglossum \| \| \| \| |
|  |                                                               |
|  | Barkleyanthus                                                 |
|  |                                                               |
|  | Arnoglossum                                                   |
|  |                                                               |

|  | Barkleyanthus |
|  |               |
|  | Arnoglossum   |
|  |               |

|  | Psacalium                                                     |
|  |                                                               |
|  | \| \| Barkleyanthus \| \| \| \| \| \| Arnoglossum \| \| \| \| |
|  |                                                               |
|  | Barkleyanthus                                                 |
|  |                                                               |
|  | Arnoglossum                                                   |
|  |                                                               |

|  | Barkleyanthus |
|  |               |
|  | Arnoglossum   |
|  |               |

|  | Psacalium                                                     |
|  |                                                               |
|  | \| \| Barkleyanthus \| \| \| \| \| \| Arnoglossum \| \| \| \| |
|  |                                                               |
|  | Barkleyanthus                                                 |
|  |                                                               |
|  | Arnoglossum                                                   |
|  |                                                               |

|  | Barkleyanthus |
|  |               |
|  | Arnoglossum   |
|  |               |

|  | Psacalium                                                     |
|  |                                                               |
|  | \| \| Barkleyanthus \| \| \| \| \| \| Arnoglossum \| \| \| \| |
|  |                                                               |
|  | Barkleyanthus                                                 |
|  |                                                               |
|  | Arnoglossum                                                   |
|  |                                                               |

|  | Barkleyanthus |
|  |               |
|  | Arnoglossum   |
|  |               |

|  | Psacalium                                                     |
|  |                                                               |
|  | \| \| Barkleyanthus \| \| \| \| \| \| Arnoglossum \| \| \| \| |
|  |                                                               |
|  | Barkleyanthus                                                 |
|  |                                                               |
|  | Arnoglossum                                                   |
|  |                                                               |

|  | Barkleyanthus |
|  |               |
|  | Arnoglossum   |
|  |               |

|  | Psacalium                                                     |
|  |                                                               |
|  | \| \| Barkleyanthus \| \| \| \| \| \| Arnoglossum \| \| \| \| |
|  |                                                               |
|  | Barkleyanthus                                                 |
|  |                                                               |
|  | Arnoglossum                                                   |
|  |                                                               |

|  | Barkleyanthus |
|  |               |
|  | Arnoglossum   |
|  |               |

I caratteri distintivi del genere  Roldana  sono:
- le foglie cauline sono intere o variamente lobate;
- le sinflorescenze sono di tipo corimboso-panicolato;
- la forma degli involucri varia da cilindrica a strettamente campanulata;
- i bracci dello stilo sono lineari e più o meno troncati;
- l'endotecio è radiale.

Il numero cromosomico delle specie di questo genere è: 2n = 30 e 60 .

### Elenco delle specie
Questo genere ha 65 specie:
- Roldana acutangula (Bertol.) H.Rob. & Brettell
- Roldana albonervia (Greenm.) H.Rob. & Brettell
- Roldana aliena (B.L.Rob. & Seaton) Funston
- Roldana angulifolia (DC.) H.Rob. & Brettell
- Roldana anisophylla (Klatt) Funston
- Roldana aschenborniana (S.Schauer) H.Rob. & Brettell
- Roldana barba-johannis (DC.) H.Rob. & Brettell
- Roldana candicans (Née) Villaseñor, S.Valencia & Coombes
- Roldana chapalensis (S.Watson) H.Rob. & Brettell
- Roldana cordovensis (Hemsl.) H.Rob. & Brettell
- Roldana cristobalensis (Greenm.) H.Rob. & Brettell
- Roldana ehrenbergiana (Klatt) H.Rob. & Brettell
- Roldana elizondoarum  Funston ex Rzed.
- Roldana eriophylla (Greenm.) H.Rob. & Brettell
- Roldana floresiorum (B.L.Turner) B.L.Turner
- Roldana galiciana (McVaugh) H.Rob. & Brettell
- Roldana gentryi  H.Rob. & Brettell
- Roldana gilgii (Greenm.) H.Rob. & Brettell
- Roldana glinophylla  E.S.Gibson ex H.Rob. & Brettell
- Roldana gonzaleziae (B.L.Turner) B.L.Turner
- Roldana greenmanii  H.Rob. & Brettell
- Roldana grimesii (B.L.Turner) C.Jeffrey
- Roldana guadalajarensis (B.L.Rob.) H.Rob. & Brettell
- Roldana hamamelidifolia (Kunth) J.Calvo
- Roldana hartwegii (Benth.) H.Rob. & Brettell
- Roldana hederifolia (Hemsl.) H.Rob. & Brettell
- Roldana heracleifolia (Hemsl.) H.Rob. & Brettell
- Roldana heterogama (Benth.) H.Rob. & Brettell
- Roldana heteroidea (Klatt) H.Rob. & Brettell
- Roldana hintonii  H.Rob. & Brettell
- Roldana jurgensenii (Hemsl.) H.Rob. & Brettell
- Roldana juxtlahuacana  B.L.Turner
- Roldana kerberi (Greenm.) H.Rob. & Brettell
- Roldana langlassei (Greenm.) H.Rob. & Brettell
- Roldana lanicaulis (Greenm.) H.Rob. & Brettell
- Roldana lobata  La Llave
- Roldana marquesii (B.L.Turner) C.Jeffrey
- Roldana mazatecana  B.L.Turner
- Roldana metepecus (B.L.Turner) C.Jeffrey
- Roldana mexicana (McVaugh) H.Rob. & Brettell
- Roldana mezquitalana (B.L.Turner) Funston
- Roldana michoacana (B.L.Rob.) H.Rob. & Brettell
- Roldana mixtecana  Panero & Villaseñor
- Roldana neogibsonii (B.L.Turner) B.L.Turner
- Roldana nesomiorum (B.L.Turner) C.Jeffrey
- Roldana oaxacana (Hemsl.) H.Rob. & Brettell
- Roldana pennellii  H.Rob. & Brettell
- Roldana petasioides (Greenm.) H.Rob.
- Roldana petasitis (Sims) H.Rob. & Brettell
- Roldana platanifolia (Benth.) H.Rob. & Brettell
- Roldana reglensis (Greenm.) H.Rob. & Brettell
- Roldana reticulata (DC.) H.Rob. & Brettell
- Roldana riparia  Quedensley, Véliz & L.Velásquez
- Roldana robinsoniana (Greenm.) H.Rob. & Brettell
- Roldana sartorii (Hemsl.) H.Rob. & Brettell
- Roldana scandens  Poveda & Kappelle
- Roldana schaffneri (Klatt) H.Rob. & Brettell
- Roldana sessilifolia (Hook. & Arn.) H.Rob. & Brettell
- Roldana subpeltata (Sch.Bip.) H.Rob. & Brettell
- Roldana suffulta (Greenm.) H.Rob. & Brettell
- Roldana sundbergii (B.L.Turner) B.L.Turner
- Roldana tepopana (B.L.Turner) B.L.Turner
- Roldana tlacotepecana  Funston
- Roldana tonii (B.L.Turner) B.L.Turner
- Roldana uxordecora  Quedensley & Villaseñor

### Specie della flora italiana
In Italia è presente una sola specie (naturalizzata): Roldana petasitis (Sims) H.Rob. & Brettell - Senecione vellutato: l'altezza massima della pianta è di 3 - 10 dm; il ciclo biologico è perenne; la forma biologica è camefita fruticosa (Ch frut); il tipo corologico è Messicano / Centro Americano; l'habitat tipico gli ambienti antropizzati e acquatici; in Italia è si trova al Sud fino ad una quota di 300 m s.l.m..